# Parlamentspalatset, Bukarest
Parlamentspalatset (rumänska: Palatul Parlamentului) är en byggnad i Bukarest som fungerar som Rumäniens parlament. Det är världens näst största administrativa byggnad efter Pentagon i Washington, D.C., USA och en av de dyraste byggnader som någonsin har byggts. Den kostade på sin tid motsvarande 10 miljarder dollar att bygga. Det lät uppföras av Nicolae Ceaușescu och kallades under dennes tid vid makten för Folkets hus (Casa Poporului), ett namn som många rumäner ännu använder.

## Historia
Efter jordbävningen i Vrancea 1977 beslutades att de berörda kvarteren skulle återuppbyggas med Parlamentspalatset som centralpunkt. Projektet inleddes 1978 och Ceaușescu ville skapa en stad med Pyongyang som förebild. Chefsarkitekten för byggnaden var Anca Petrescu. Under henne arbetade 700 arkitekter för att formge de 1100 rummen samt en stor teater i byggnaden.
Innan byggarbetet påbörjades revs stora delar av det historiska Bukarest: 19 ortodoxa kyrkor, 6 judiska synagogor, 3 protestantiska kyrkor och 30 000 bostadshus. Syftet var inte bara att skapa utrymme för Palatset, utan även för paradgatan Bulevardul Unirii som sträcker sig cirka tre kilometer genom Bukarest. Denna gata, som utgår från palatset, är en meter bredare än Champs-Élysées i Paris, något som Ceaușescu ansåg viktigt. Längs Bulevardul Unirii ligger ett antal stora byggnader, samtliga i samma byggnadsstil som palatset.
Byggnaden, som började uppföras 1984, är 240 meter bred, 270 meter lång och reser sig 86 meter över och 92 meter under gatunivå. Under byggnaden finns ett omfattande tunnelsystem, vilket bland annat inkluderade en flyktväg som Ceaușescu skulle använda i händelse av en nödsituation. Flyktvägen leder till tunnelbanan. Parlamentspalatset består bland annat av 1 000 000 m³ marmor, 3 500 ton kristallglas, 700 000 ton stål och brons, 900 000 m³ trä och 200 000 m² mattor, av vilka somliga var så stora att de vävdes på plats inne i huset. Byggnaden består nästan helt av material från Rumänien. Undantaget utgörs av dörrarna till Nicolae Bălcescu-hallen, vilka skänktes av Zaires president Mobutu Sese Seko.
Byggnaden hann inte slutföras innan regimskiftet 1989 och de sista delarna gjordes klara med stöd från EU. Dock uppfördes inte alla ursprungligen planerade delar, som till exempel ett högt klocktorn och även många av de delar som ligger under palatset.
Några följder av kostnaderna för projektet var elransonering, utbredd misär och livsmedelsbrist.

## Galleri

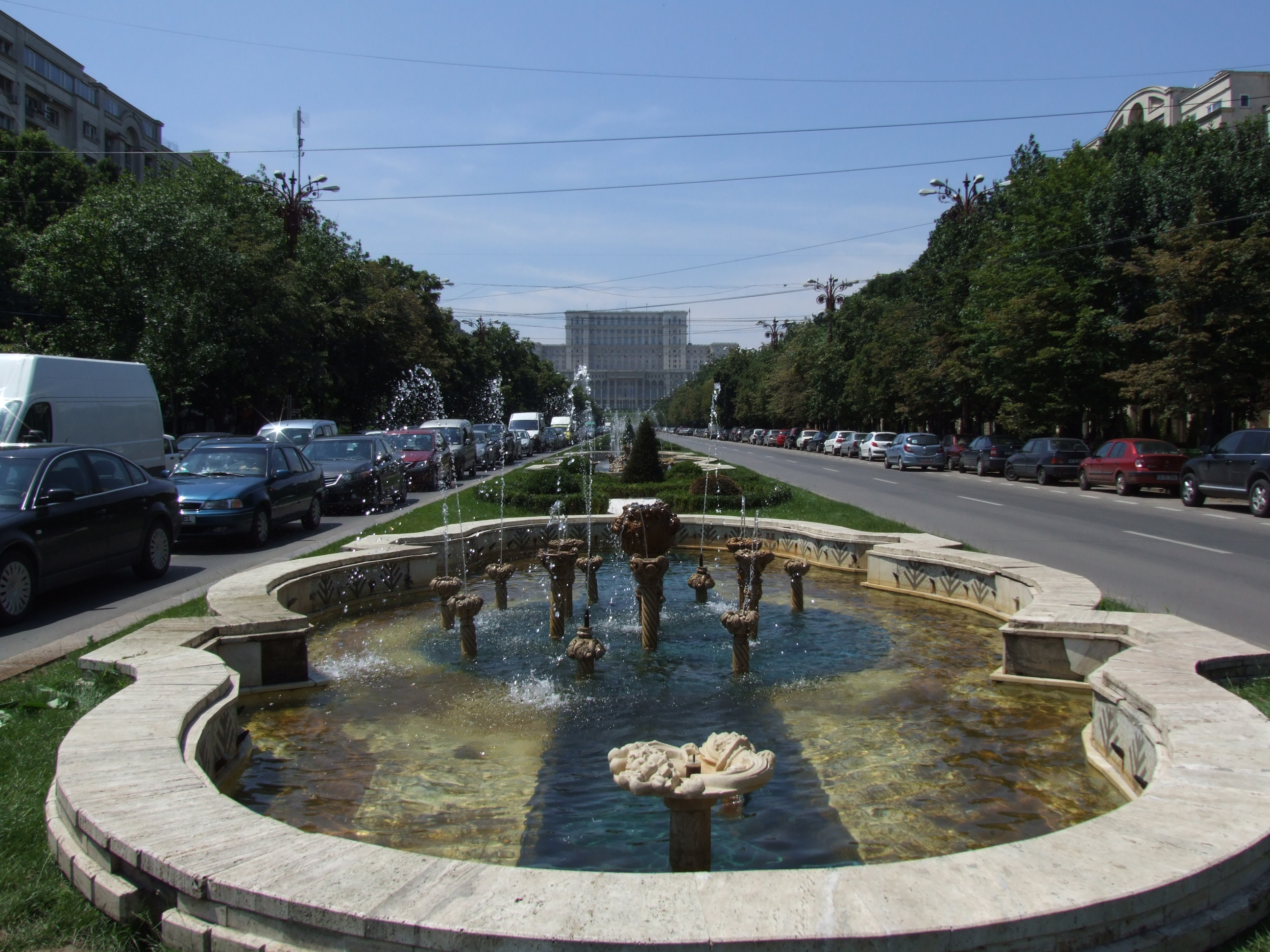
Bulevardul Unirii med palatset i bakgrunden.
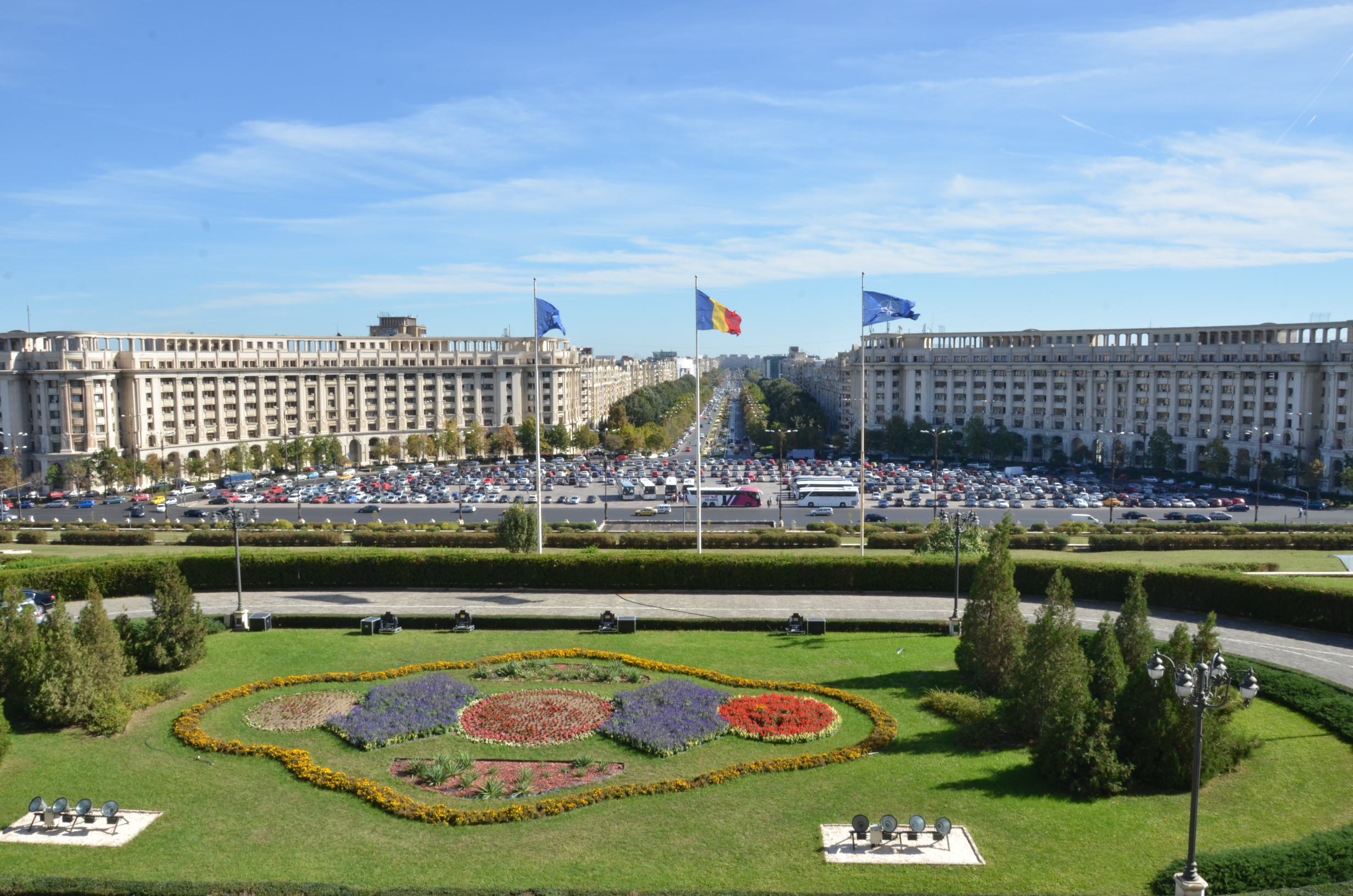
Utsikt från palatset.